# Netent
NetEnt, före maj 2015 Net Entertainment, är ett utvecklingsbolag med verksamhet inom spelsektorn som grundades 1996. Bolaget har över 700 anställda och huvudkontor på Vasagatan i Stockholm. NetEnt utvecklar framför allt kasinomjukvara och är leverantör till ett flertal speloperatörer. Sedan april 2007 är NetEnt noterat på Stockholmsbörsen.
Den tidigare finanschefen Therese Hillman utsågs den 22 maj 2018 till VD för NetEnt, en tjänst som tidigare innehades av Per Eriksson. Hillman lämnade sitt uppdrag i april 2021 efter att NetEnt köpts upp av Evolution Gaming.
2018 startade bolaget även en affiliateverksamhet för att på det viset kunna fungera som en samlingsplats för spelare som vill kunna spela gratis men även för att hitta operatörer som är rekommenderade av bolaget.
I september 2019 förvärvade NetEnt den konkurrerande spelutvecklaren Red Tiger.

## Evolution Gaming lägger bud på Netent
Livecasinospelsutvecklaren Evolution Gaming lade under juni 2020 ett bud att förvärva Netent. Budet på 19,6 miljarder kronor (givet buddatumets aktiekurser) föreslogs betalas med Evolution Gaming aktier, 0.1306 EVO-aktier per Netent Aktie. Netents styrelse rekommenderade enhälligt sina aktieägare att acceptera budet. I november 2020 fullföljde Evolution Gaming uppköpserbjudandet. Netent avnoterades från Stockholmsbörsen i december 2020.

## Bolagets produkter
Bland NetEnts spel finns spelautomater som Starburst, Gonzo's Quest, Arabian Nights, Eggomatic, Dead or Alive och Dazzle Me. Totalt har NetEnt släppt över 350 casinospel, varav 240 är videoslots (September 2020)..